# 希望と絶望 その涙を誰も知らない
『希望と絶望 その涙を誰も知らない』（きぼうとぜつぼう そのなみだをだれもしらない）は、2022年の日本のドキュメンタリー映画。女性アイドルグループ日向坂46のドキュメンタリー映画第2作である。

## 概要
2020年8月7日に公開された『3年目のデビュー』の続編にあたり、2019年12月に発表された日向坂46の東京ドーム公演を実現するまでの約2年間に迫ったドキュメンタリー映画。前作及び、ドキュメンタリー番組『セルフ Documentary of 日向坂46』のスタッフにより制作されている。
2022年4月20日、前作の公式Twitterにて、本作の公開が発表された。以降、前作のTwitterアカウントを引き継ぐ形で今作のプロモーションも行われている。同年5月31日、TOHOシネマズ日比谷にてイベントを開催し、イベント中に本作のタイトルが発表された。イベントに登壇した監督の竹中優介は「（佐々木）久美キャプテンに人生相談に乗ってもらうくらい（本作のタイトルを）悩みました」と明かしている。同年6月8日、本作のポスタービジュアルが公開された。日向坂46のシングル及びアルバム作品の表題曲・リード曲でセンターポジションを務めた、小坂菜緒、佐々木美玲、加藤史帆、金村美玖を中央に据えた構成となっている。同年6月14日、本作の予告映像が公開された。
同年5月19日、本作の公開を記念し、CS放送 TBSチャンネル1にて『セルフ Documentary of 日向坂46』の新作が約2年4ヶ月ぶりに放送されることが発表された。約2年前には出演していなかった、1期生の影山優佳と3期生の髙橋未来虹、森本茉莉、山口陽世が出演する。
本作は2019年12月に開催が発表され、2022年3月に東京ドーム公演を実現させるまでの、新型コロナウイルス感染症感染拡大の影響による活動の制限や環境の変化、メンバーの度重なる活動休止などの困難を乗り越えてきた、日向坂46メンバー22人に迫る。監督の竹中優介は前作とは全く違う内容であるとした上で、「この2年間、ファンの皆さんも知らないようなメンバーの皆さんの葛藤、ぶつかった困難がありまして、その様子を本当になんの忖度もなくドキュメンタリーとして描いている」「結構重めのドキュメンタリーを真摯に、無理に美談にするとか変えることなく描いた結果、こういうタイトルの映画になりました」と語っている。

## スタッフ
- 監督：竹中優介[1]
- プロデューサー：刀根鉄太[1]
- 制作：映画『希望と絶望』製作委員会
- 配給：TBSテレビ、キグー